# Fatts Russell
Daron «Fatts» Russell (Filadelfia, Pensilvania; 6 de mayo de 1998) es un baloncestista estadounidense que pertenece a la plantilla del U-BT Cluj-Napoca de la Liga Națională rumana. Con 1,80 metros de estatura, juega en la posición de base. Es hermano del también jugador profesional DeWayne Russell.

## Trayectoria deportiva

### Universidad
Jugó cuatro temporadas con los Rams de la Universidad de Rhode Island, en las que promedió 13,4 puntos, 2,9 rebotes, 3,5 asistencias y 1,8 robos de balón por partido. En su tercera temporada fue incluido en el mejor quinteto de la Atlantic 10 Conference y en el mejor quinteto defensivo, tras promediar 18,8 puntos y 4,6 asistencis por partido.
En abril de 2021 fue transferido a los Terrapins de la Universidad de Maryland. Allí jugó una última temporada como universitario, en la que promedió 15,1 puntos, 4,1 rebotes y 3,7 asistencias por partido.

#### Estadísticas
| Año     | Equipo       | PJ  | PT  | MPP  | %TC  | %3P  | %TL  | RPP | APP | ROB | TPP | PPP  |
| ------- | ------------ | --- | --- | ---- | ---- | ---- | ---- | --- | --- | --- | --- | ---- |
| 2017–18 | Rhode Island | 34  | 0   | 17.9 | .352 | .298 | .810 | 1.6 | 1.6 | .8  | .0  | 7.0  |
| 2018–19 | Rhode Island | 32  | 32  | 34.1 | .338 | .223 | .737 | 2.7 | 3.7 | 1.8 | .3  | 14.2 |
| 2019–20 | Rhode Island | 30  | 29  | 35.7 | .388 | .357 | .824 | 3.4 | 4.6 | 2.9 | .2  | 18.8 |
| 2020–21 | Rhode Island | 23  | 22  | 33.2 | .337 | .235 | .799 | 4.5 | 4.5 | 1.9 | .1  | 14.7 |
| 2021–22 | Maryland     | 32  | 31  | 32.6 | .410 | .348 | .785 | 4.1 | 3.7 | 1.3 | .2  | 15.1 |
| Total   | Total        | 151 | 114 | 30.3 | .368 | .294 | .789 | 3.2 | 3.5 | 1.7 | .2  | 13.8 |

### Profesional
Tras no ser elegido en el Draft de la NBA de 2022, El 7 de julio de 2022 firmó con el KK Mornar Bar de la Liga ABA y la Liga de Montenegro. En 15 partidos que disputó de la ABA Liga, promedió 25,8 puntos y 7,3 rebotes.
El 21 de enero de 2023 fichó por el Galatasaray Nef de la Basketbol Süper Ligi turca.
El 21 de junio de 2023 fichó por el Manisa BB, también de la Basketbol Süper Ligi turca.
El 28 de junio fichó por el Karşıyaka Basket, también de la Basketbol Süper Ligi turca.
El 26 de julio de 2025 fichó por el U-BT Cluj-Napoca de la Liga Națională rumana.